# Clint Mansell
Clint Mansell (született: Clinton Darryl Mansell) (Coventry, Anglia, 1963. január 7. –) Golden Globe-díjra jelölt angol filmzeneszerző.

## Munkássága

### Popzenei munkássága
Clint Mansell énekese és gitárosa volt az angol Pop Will Eat Itself nevű zenekarnak 1996-ig, amikor is feloszlott az együttes. Közreműködött nagyobb könnyűzenei projektek (például Nine Inch Nails) albumainál is.

### Filmzenei munkássága
Mansell-t 1998-ban barátja, Darren Aronofsky filmrendező felkérte, hogy készítsen filmzenét első egész estés filmjéhez, a π-hez. Mansell a kérésnek eleget tett. Aronofsky következő filmjének (Rekviem egy álomért) zenéjét is Clint Mansell készítette, és ez a filmzene meghozta az elismerést a zeneszerzőnek. Mansell olyan jó barátságban van Darren Aranofskyval, hogy az összes filmjének a zenéjét ő csinálta. Ilyen például A pankrátor vagy A forrás című film, aminek zenéjét a 64. Golden Globe-díj átadáson a legjobb filmzene kategóriában jelöltek.
Mansell filmzenei karrierjében az áttörést jelentő Rekviem egy álomért után megírta A gödör című film, és a CSI: New York-i helyszínelők tv-sorozat pilot epizódjának zenéjét. 
2005-ben sokan kétkedve fogadták a hírt, hogy Clint Mansell fogja csinálni a Szahara című akciófilm zenéjét, holott még nem csinált akciófilmhez zenét. A film zenéje jól sikerült, ezért később Mansell több akciófilm zenéjét (Doom, Füstölgő ászok) is elvállalta. A Mindenképpen talán zenéje is az ő nevéhez fűződik.

### Filmelőzetesek
A Gyűrűk Ura: A két torony című film előzetesében hallható a Rekviem egy álomért filmzenéjéből ismert, Lux Aeterna című szám átdolgozása. Ez a szám a Requiem for a Tower címet kapta, a két film (A Gyűrűk Ura: A két torony, Rekviem egy álomért) eredeti címének keresztezéséből. Ennek a számnak a hangszerelését Simone Benyacar, Dan Nielsen, és Veigar Margeirsson rakta össze, zenekar és kórus felhasználásával.
Clint Mansell Lux Aeterna című számát számos mozifilm (Zathura, Napfény, Babylon A.D.) és tv-sorozat (Lost) előzetesében lehetett hallani.
A forrás című film Golden Globe-díjra jelölt filmzenealbumán található Death is the Road to Awe című szám hallható a Legenda vagyok, A köd, és a Frost/Nixon című filmek előzetesében.

### Filmzenéi
- π, 1998
- Rekviem egy álomért, 2000
- World Traveler, 2001
- A gödör, 2001
- Keménykötésűek, 2001
- Elhagyatva, 2002
- Kísérleti gyilkosság, 2002
- Sonny, 2002
- The Hire: Ticker, 2002
- 11:14, 2003
- Zéró gyanúsított, 2004
- Szahara, 2005
- Doom, 2005
- A forrás, 2006
- Házasság a négyzeten, 2006
- Füstölgő ászok, 2007
- Dermesztő szél, 2007
- In The Wall, 2007
- Mindenképpen talán, 2008
- A pankrátor, 2008
- Moon, 2009
- Blue Knight, 2009
- Dream from Leaving, 2009
- Fekete hattyú, 2010
- Tegnap éjjel, 2010
- Rohanás, 2010
- United, 2011
- Mass Effect 3, 2012
- Vonzások, 2013
- Mocsok, 2013
- Noé, 2014
- Páncélba zárt szellem, 2017